# رون جدعون
رون جدعون (بالإنجليزية: Ron Gideon)‏ هو مدرب كرة القاعدة ‏ أمريكي، ولد في 13 يناير 1964.